# Frosolone
Frosolone ist eine italienische Gemeinde mit 2781 Einwohnern (Stand 31. Dezember 2023) in der Provinz Isernia in Molise und ist Mitglied der Vereinigung I borghi più belli d’Italia (Die schönsten Orte Italiens).
Die Gemeinde liegt etwa 17,5 Kilometer östlich von Isernia und grenzt unmittelbar an die Provinz Campobasso.

## Geschichte
Die Gemeinde liegt im samnitisch-oskischen Siedlungsgebiet und war bereits in der Antike besiedelt. In der Ortschaft Civitelle finden sich einige Megalithreste. Vor dem Erdbeben von 1806 war Frosolone eines der bedeutendsten Zentren der Molise. 

## Wirtschaft und Verkehr
In der Gemeinde befindet sich ein mehrere MW starker Windpark. Von Cantalupo nel Sannio durch die Gemeinde nach Castropignano führt die frühere Strada Statale 618 Molesana.